# Monastère de la Dormition-de-la-Mère-de-Dieu (Ovčar-Kablar)
Le monastère de la Dormition-de-la-Mère-de-Dieu (en serbe cyrillique : Манастир Успењие ; en serbe latin : Manastir Uspenjie) est un monastère orthodoxe serbe est un monastère orthodoxe serbe situé près d'Ovčar Banja, dans le district de Moravica et sur le territoire de la Ville de Čačak, dans l'ouest de la Serbie. Il fait partie des dix monastères situés de la gorge d'Ovčar-Kablar.

## Situation
Le monastère de la Dormition se trouve sur les pentes septentrionales du mont Kablar.

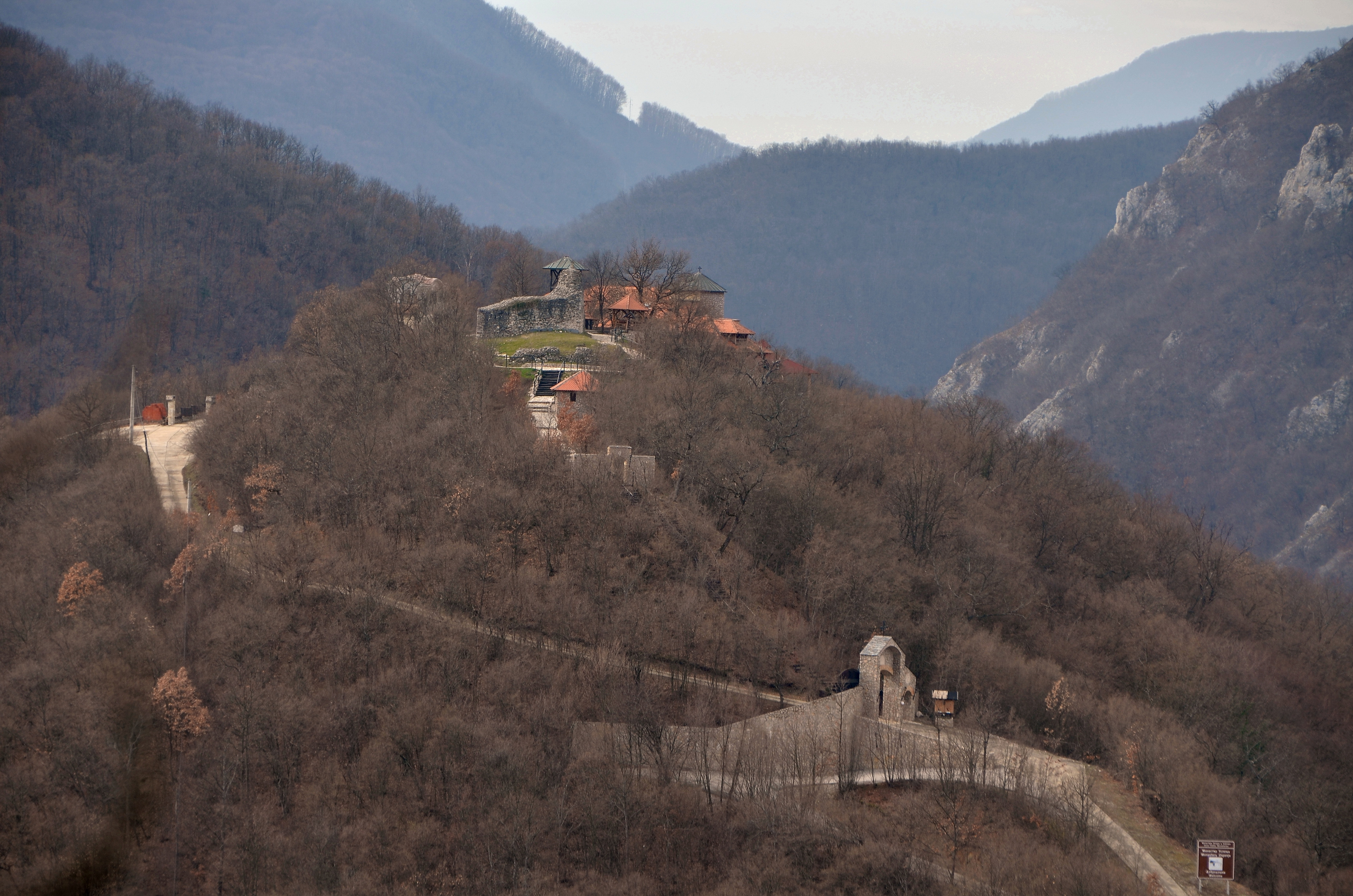
Vue d'ensemble du monastère

## Histoire
À l'origine, l'église du monastère possédait une tour avec une cloche qui pouvait être entendue jusqu'à 16 km au-delà de la ville de Čačak. Un nouveau monastère a été construit en 1939 sur les ruines de l'ancien clocher, dont l'église est une copie de l'église de Saint-Constantin-le-Grand et de Sainte-Hélène d'Ohrid. Ce monastère de femmes a été rénové en 2001.

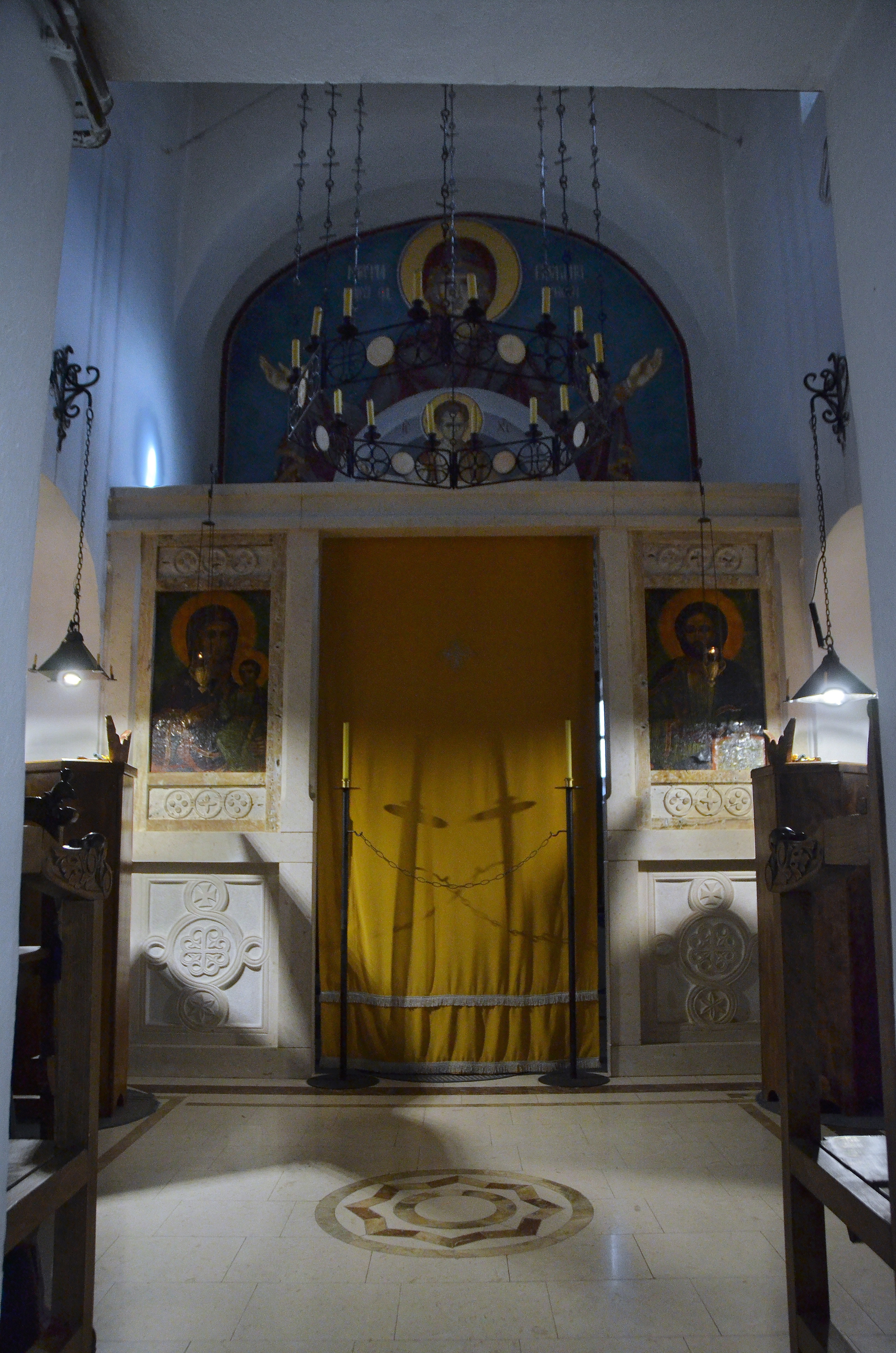
L'intérieur de l'église du monastère, avec l'iconostase